# Bijelo Dugme
Bijelo Dugme («Білий ґудзик») — рок-група, яка вважається одним із найуспішніших музичних колективів колишньої Югославії. Диск «Злидар та принцеса»(1979) названий десятим у списку 100 кращих альбомів югославської рок-музики.

## Історія створення
1972 рік, Сараєво — створена група під назвою Jutro («Утро») із членів рок-групи «Kodeksi» та поп-групи «Indexi». Протягом двох років склад групи змінювався. На радіо Крушавець були записані сингли «Ostajem tebi» і «Kad bi' bio bijelo dugme».
1974 рік, лютий — група отримує нову назву «Білий ґудзик» за назвою популярного хіта «Якби я був Білим Ґудзиком». На той час у складі групи були Горан Брегович — гітара, Желько Бебек — вокал, Ядранко Станкович — бас, Горан Івандич — ударні, Владо Правдич — клавіші. Автором більшості віршів та музики був Горан Брегович.
Спочатку рок-група співпрацювала із сараєвським лейблом Diskoton, після отримання слушної пропозиції — із компанією звукозапису Jugoton (місто Загреб).

## Шлях до популярності
Зірковий статус рок-група отримала завдяки фронтмену Бебеку Желько. Кульмінацією кар'єри став 1979 рік, коли був записаний диск «Bitanga i princeza» («Злидар та принцеса»). Випуск цього диску вважається зрілим періодом у творчості музикантів.
1980 рік — під впливом музичного напряму «нью-вейв» («нова хвиля») з'явився альбом пісень «Doživjeti stotu» («Дожити до ста»).
1984 рік — групу залишає Бебек Желько, щоб зайнятися сольною кар'єрою. Його змінюють спочатку Владен Войчич (альбом «Bijelo dugme (Kosovka djevojka)»), потім — Ален Ісламович. Із ним група записує два останні альбоми, які відмічені впливом фолка.
Популярність групи так зросла, що серед прихильників почалися розмови щодо «дугмеманії» (аналогія з «бітломанією»).

### Учасники групи різних років
- Горан Брегович— гітара (1974—1989)
- Бебек Желько — вокал (1974—1984)
- Младен «Тифа» Войчич — вокал (1984—1985)
- Ален Ісламович — вокал (1986—1989)
- Зоран Реджич — бас — гітара (1974–1975, 1977—1989)
- Ядранко Станкович — бас — гітара (1974)
- Горан «Іпе» Івандич — ударні (1974—1976, 1977—1978, 1982—1989)
- Мілич Вукашинович — ударні (1976—1977)
- Драган «Джиджи» Янкелич — ударні (1978—1982)
- Владо Правдич — клавіші (1974—1976, 1978—1987)
- Лаза Ристовскі — клавіші (1976—1978, 1984—1989)

## Розпад групи
1989 вважається роком розпаду рок-групи. Серед людей виникла думка: група завершила свою творчість, свій музичний шлях у зв'язку з тим, що припинила своє існування Югославія як окрема країна. Саме ці музиканти сприймалися прихильниками як символ єдності своєї держави.

### Спроба відродження
2005 рік — група об'єдналася для проведення концертів у Сербії. Міста Сараєво, Загреб, Белград радісно зустріли музикантів, виконувалися сольні композиції, хіти часів «Bijelo dugme». Були заплановані зустрічі, концерти, випуск нового альбому пісень. Через певний час від участі у проекті щодо відродження групи відмовилися Горан Брегович, Ален Ісламович, Младен Войчич. Останні вирішили займатися сольною кар'єрою.

## Творча спадщина
Музика Bijelo Dugme — це поєднання елементів різних стилів рок-музики: хардроку, класичного року, симфо-року, нової хвилі, балканського фолку. Цю суміш журналісти назвали «pastirski rok» — «пастуший рок».

### Студійні альбоми
- 1974 — «Kad bi' bio bijelo dugme»(«Якби я був білим ґудзиком»);
- 1975 — «Šta bi dao da si na mom mjestu»(«Щоб ти дав, щоб опинитися на моєму місці»);
- 1976 — «Eto! Baš hoću!»(«Тільки це хочу!»);
- 1979 — «Bitanga i princeza»(«Злидар та принцеса»);
- 1980 — «Doživjeti stotu»(«Дожити до ста»);
- 1983 — «Uspavanka za Radmilu M.»(«Колискова для Радмили М.»);
- 1984 — «Bijelo dugme (Kosovka djevojka)» («Білий ґудзик (Косовська дівчина»);
- 1986 — «Pljuni i zapjevaj moja Jugoslavijo»(«Наплюй і співай, моя Югославія»);
- 1988 — «Ćiribiribela»(«Чірібірібела — ім'я дівчини»)